# Kommunikation
Kommunikation (lateinisch communicatio ‚Mitteilung‘) ist der Austausch oder die Übertragung von Informationen, die auf verschiedene Arten (verbal, nonverbal und paraverbal) und auf verschiedenen Wegen (Sprechen, Schreiben) stattfinden kann, auch im Wege der computervermittelten Kommunikation.
„Information“ ist in diesem Zusammenhang eine zusammenfassende Bezeichnung für Wissen, Erkenntnis, Erfahrung oder Empathie. Mit „Austausch“ ist ein gegenseitiges Geben und Nehmen gemeint; „Übertragung“ ist die Beschreibung dafür, dass dabei Distanzen überwunden werden können, oder es ist eine Vorstellung gemeint, dass Gedanken, Vorstellungen, Meinungen und anderes ein Individuum „verlassen“ und in ein anderes „hineingelangen“. Dies ist eine bestimmte Sichtweise und metaphorische Beschreibung für den Alltag – bei genaueren Beschreibungen des Phänomens Kommunikation wird die Anwendung dieser Metapher allerdings zunehmend schwieriger.
(Für nähere Informationen zum Thema „Wissenschaftlich-theoretische Erklärungsversuche zur Beschreibung von Kommunikation“ siehe Artikel Kommunikationsmodell.)
Das Wort „Kommunikation“ wird neben der ursprünglichen Bedeutung als Sozialhandlung auch für andere Vorgänge in unterschiedlichen Zusammenhängen verwendet. Der zunehmende Einsatz von Kommunikationstechnologie führte zum Beispiel dazu, dass auch technische Aspekte in den Kommunikationsbegriff eingingen. Unter Kommunikation werden somit auch „Datenübertragung“, „wechselseitige Steuerung“ und in einfachen Fällen auch „Verbindung“ von Geräten verstanden; in anderen Situationen wiederum wird Kommunikation auf Institutionen oder Unternehmen sowie deren Zielgruppen bezogen. Dann werden nicht länger Lebewesen, sondern stattdessen organisierte Einheiten (oder „Systeme“) als Kommunikatoren (Produzenten und Rezipienten) angesehen. Dies gilt beispielsweise dann, wenn im Zusammenhang mit Journalismus, Publizistik oder Marketing von Kommunikation die Rede ist (vgl. diesbzgl. speziell Kommunikator (Medien)).
Kommunikation ist alltäglich und verläuft scheinbar selbstverständlich, sodass sie nicht weiter problematisch erscheint. Für die meisten Situationen reicht dies auch aus; es wäre zu aufwendig, die eigene Kommunikation ständig zu hinterfragen. Erst bei Missverständnissen und Misserfolgen, die mit Kommunikation in Zusammenhang gebracht werden können, wird Kommunikation problematisiert. In der wissenschaftlichen Behandlung von Kommunikation (siehe weiterführender Link oben) wird die Frage gestellt, wie Kommunikation erklärt werden kann; unter welchen Bedingungen sie abläuft; was Kriterien für Kommunikationserfolge sind; und wie verlässliche Modelle erstellt werden können, aus denen sich Vorhersagen und Handlungsanweisungen ableiten lassen.

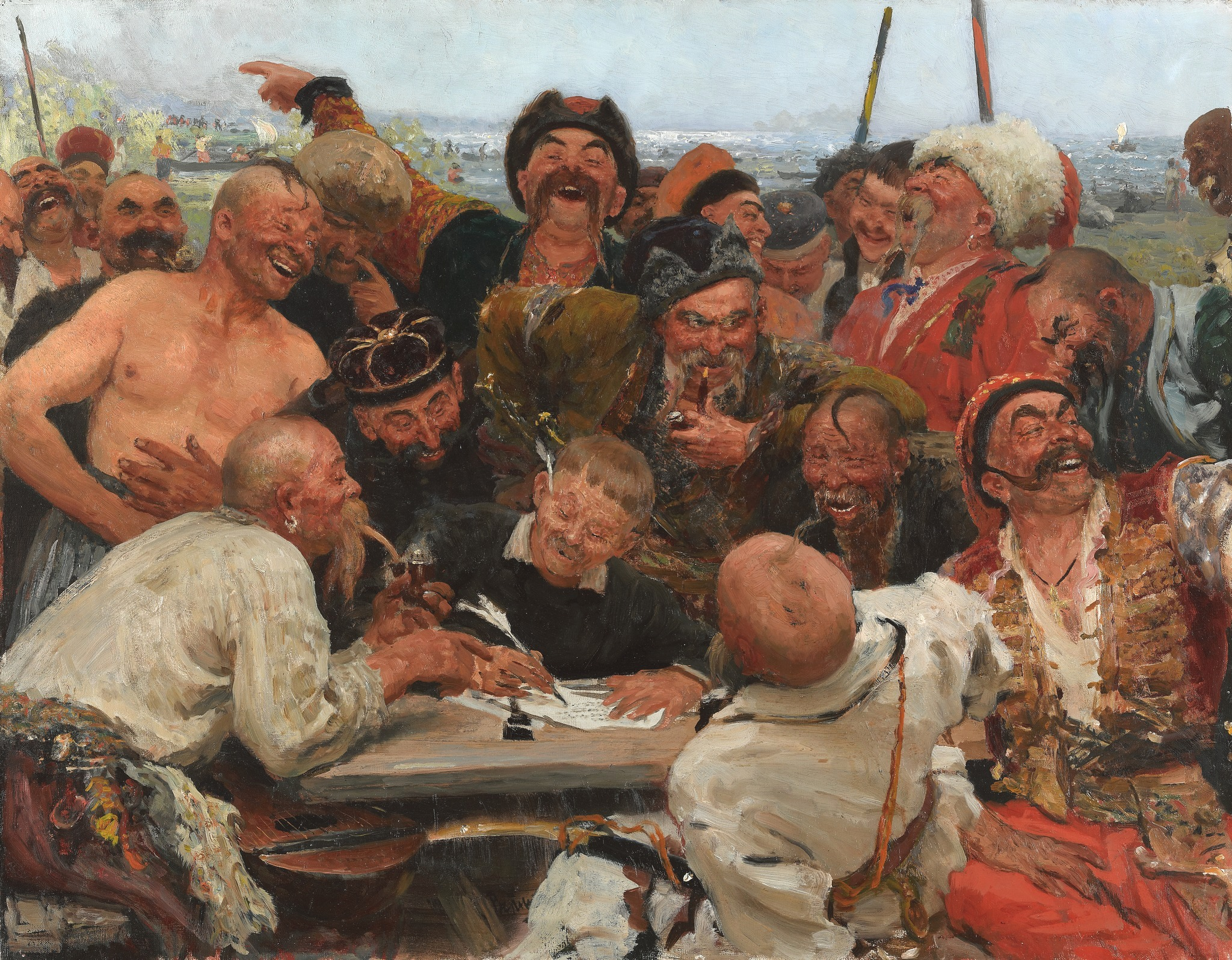
Gemälde Die Saporoger Kosaken schreiben dem türkischen Sultan einen Brief von Ilja Repin (1880)

## Etymologie
Kommunikation stammt vom lateinischen Verb communicare mit der Bedeutung „teilen“, „mitteilen“, „teilnehmen lassen“; „gemeinsam machen“, „vereinigen“. In dieser ursprünglichen Bedeutung ist eine Sozialhandlung gemeint, in die mehrere Menschen (allgemeiner: Lebewesen) einbezogen sind. Wesentliche Aspekte dieser Sozialhandlung sind zum einen „Anregung und Vollzug von Zeichenprozessen“ und zum anderen „Teilhabe“, in der etwas „als etwas Gemeinsames“ entsteht (lateinisch communio: „Gemeinschaft“, communis: „gemeinsam“). Der Kommunikationswissenschaftler Klaus Merten machte 177 verschiedene Bedeutungen des Begriffs „Kommunikation“ bereits 1977 namhaft.

## Verschiedene Zugangsweisen
In Bezug auf die Beschreibung von Kommunikation lassen sich mehrere unterschiedliche Zugangsweisen unterscheiden, die durch spezifische Grundannahmen charakterisiert sind. Die hauptsächlichen Unterschiede in den Zugangsweisen bestehen erstens darin, als was die Kommunizierenden begrifflich aufgefasst werden: als Menschen, als Lebewesen (Menschen und Tiere umfassend), als Maschinen, als sich verhaltende Körper, als handelnde Wesen. Zweitens bestehen unterschiedliche Zugangsweisen darin, ob Kommunikation als etwas grundsätzlich Soziales oder als Summe aus Einzelnem (Einzelereignissen, Individualhandlungen) angesehen wird. Drittens entstehen Unterschiede dadurch, welche Teile besonders hervorgehoben werden (die Seite der Produktion oder der Rezeption).
Die unterschiedlichen Zugangsweisen führen zu unterschiedlichen Kommunikationsbegriffen, Kommunikationsmodellen und Kommunikationstheorien. Im Folgenden sollen einige davon hervorgehoben werden.

### Zugang über eigene Erfahrungen
Der Zugang zur Beschreibung von Kommunikation zwischen Menschen ist dadurch bestimmt, dass eine Distanz zum Phänomen nicht möglich ist, weil jede und jeder notwendigerweise über eigene Erfahrungen und Vorurteile über Kommunikation verfügt. Jemand, der Kommunikation beobachtet, kann nicht vermeiden, dass er durch eigenes Deuten, Schlussfolgern und Verstehen als ein Teilnehmender in den Prozess involviert ist. Dies gilt auch dann, wenn die beobachtete Kommunikation in einer unbekannten Sprache geschieht; des Weiteren gilt es auch, wenn die oder der Beobachtende nicht durch eigenes Sprechen in den Prozess eingreift. Genauso: Wenn über Kommunikation gesprochen oder geschrieben wird, wird kommuniziert. Dies macht es schwierig bis unmöglich, eine Distanz zu gewinnen.
Die eigenen Vorurteile und Erfahrungen gehen dadurch unweigerlich in die Beobachtung und Beschreibung von Kommunikation ein. Dies kann dazu führen, dass die Beobachtung und Beschreibung von Kommunikation sehr leicht genommen und dadurch eine tiefer gehende Einsicht in die Komplexität des Phänomens und in die Schwierigkeiten einer genauen Begriffsbildung nicht erreicht wird.

### Zugang über handlungstheoretische Grundannahmen
„Handlungstheoretischer Zugang“ bedeutet, dass die Kommunizierenden als Handelnde angesehen werden. Dabei werden Elemente wie Gedanken, Bewusstsein, Planung und Zielsetzung in die Beschreibung von Kommunikation einbezogen. Unter Kommunikation wird dann ein soziales Handeln verstanden, das durch Kommunikationsziele und Kommunikationszwecke bestimmt ist. Als Kommunikationsziel wird Verständigung angesehen. Als Kommunikationszwecke werden die in der jeweiligen Situation zu erreichenden Gegebenheiten angesehen – Gegebenheiten, die sich (meist) nur gemeinschaftlich erreichen lassen.
Als Sozialhandlung wird Kommunikation als etwas angesehen, das nur in gegenseitiger Bezugnahme geschieht. Das heißt zum Beispiel, dass Sprechen in einer Kommunikationssituation in Bezug auf Hören und Hören in Bezug auf Sprechen verläuft. Kommunikation entsteht in dieser Sichtweise nicht durch für sich bestehende Handlungen isolierter Individuen. Ein weiteres Kennzeichen der Sozialhandlung Kommunikation ist Kreativität: in kommunikativer Sozialhandlung entstehen neue Gedanken, Ideen, Problemlösungen, die allein so nicht entstehen würden.
Ursprünglich im handlungstheoretischen Kontext ist auch diejenige Kommunikationstheorie entstanden, die auf H. Paul Grice zurückgeht. Grice versuchte 1957 in seinem Aufsatz Meaning, Bedingungen dafür zu finden, dass man korrekt sagen kann, mit einer Handlung (bzw. einem Handlungsprodukt, vgl. Twardowski 1999) etwas zu ‚meinen‘. Der Ansatz wurde von Strawson, Searle und Schiffer weiterentwickelt und von Meggle (1997) mit Mitteln der intensionalen Logik aufgegriffen. Roland Posner entwickelt auf dieser Basis eine Zeichenkonzeption (Posner 1993). Grundsätzlich ist Kommunizieren nach diesem Verständnis daran geknüpft, nicht nur etwas zu zeigen, sondern auch zu zeigen, dass man etwas zeigt (die recognition of intention-Bedingung, vgl. Schiffer). Nicht jede Zeichenhandlung ist demnach Kommunikation. Kommunikation wäre vielmehr eine Handlung nur dann, wenn mit ihr etwas ‚gemeint‘ ist, das heißt: offen angezeigt wird, dass mit ihr etwas zu verstehen gegeben werden soll.

### Zugang über problemtheoretische Grundannahmen
In der problemtheoretischen Zugangsweise werden die Kommunizierenden als Probleme lösend beschrieben. Als Problem wird ein Bereich von Differenzen aufgefasst, die beobachtet und festgestellt werden (Problemstellung) und überwunden werden können (Problemlösung). Dieser Zugang ist mit dem handlungstheoretischen Zugang kompatibel.
Als eine der wichtigsten Problemlösungen, die kommunikativ erreicht wird, kann die Entwicklung (Emergenz) und Stabilisierung der eigenen Identität angesehen werden, die immer in Bezugnahme auf Andere verläuft. Dies geschieht beispielsweise durch das Erzählen eigener und das Hören der Erzählung fremder Erlebnisse. „Klatsch“ und „Tratsch“ spielen dabei eine wesentliche Rolle.

### Zugang über signaltheoretische Grundannahmen
In einer signaltheoretisch orientierten Zugangsweise wird unter Kommunikation das Übertragen von Signalen durch den Raum verstanden. Die Signale gelten dann als Auslöser für bestimmte Prozesse (z. B. für das Klingeln eines Telefons oder Anzeige von Buchstaben auf einem Display). Kommunikation wird dann als eine Verbindung von Geräten betrachtet, die über Signale aufrechterhalten wird, und die dazu führt, dass sich die Zustände der Geräte infolge dieser Verbindung wechselseitig verändern. Lebewesen, soziale Aspekte, Bewusstsein, Planung und Handlung spielen in dieser Zugangsweise keine Rolle. Infolgedessen lassen sich aus dieser Zugangsweise auch keine Aussagen oder Handlungsanweisungen für zwischenmenschliche Kommunikation ableiten.
Herausragendes Beispiel ist die mathematische Theorie der Kommunikation von Claude Shannon und Warren Weaver. Mathematische Modelle, mit denen die Wahrscheinlichkeit des Auftretens von Signalen und Signalkombinationen behandelt werden, und die unter anderem der Berechnung von Leitungskapazitäten dienen, werden dabei als Theorie der Kommunikation bezeichnet. Die Rezeption der Theorie führte dazu, dass bis heute die signaltheoretische und die handlungstheoretische Zugangsweise nicht immer genau voneinander getrennt werden.

### Zugang über naturwissenschaftliche und biologische Grundannahmen
Bei der naturwissenschaftlichen Theoriebildung über Lebewesen wird von Gedanken, Bewusstsein, Planung und Zielsetzung völlig abgesehen.
In der naturwissenschaftlichen Zugangsweise kann Kommunikation auch als Faktor in der Evolution angesehen werden. Die Beschreibung von Kommunikation unter naturwissenschaftlichen Voraussetzungen kann in der Medizin und der Pharmazie bei der Erklärung der Entstehung von Krankheiten Verwendung finden.

### Zugang über psychologische Grundannahmen
In der Kommunikationspsychologie werden die Kommunizierenden in Bezug auf „innere“, „seelische“ Vorgänge und unter Verwendung der diese Vorgänge erklärenden Theorien betrachtet. Dabei werden Kommunizierende primär als Individuen angesehen (lateinisch: individuus „unteilbar“). Von der psychologischen Beschreibung des Individuums ausgehend wird auf soziale Prozesse Bezug genommen. In dieser Zugangsweise entstehen Kommunikationsmodelle und Kommunikationstheorien, die zum Beispiel für therapeutische Zwecke verwendet werden. Aber auch in Fortbildungen zum Thema Kommunikation wird häufig auf diese Theorien Bezug genommen.
Eine auf Erfahrung mit Therapien beruhende Beschreibung von Kommunikation wurde von den Psychologen Paul Watzlawick, Don D. Jackson und Janet H. Beavin vorgelegt. Sie behandelten 1967 aus therapeutischer Sicht die Rolle von Kommunikation in zwischenmenschlichen Beziehungen. Die deutsche Übersetzung des Werks führte in den siebziger Jahren zu einer Beschäftigung mit dem Phänomen Kommunikation. Aus diesem Werk stammt auch die weitverbreitete Auffassung „Man kann nicht nicht kommunizieren“. Im Anschluss an Watzlawick entwickelte Friedemann Schulz von Thun ein Vier-Seiten-Modell („Kommunikationsquadrat“), in dem Kommunikation als ein vierseitiger Prozess beschrieben wird.

### Zugang über verhaltenstheoretische Grundannahmen
Verhaltenstheoretische Grundannahmen beruhen auf einer ‚äußerlichen‘ Beobachtung von Lebewesen, bei der die Begriffe Wirkung, Reiz und Reaktion im Vordergrund stehen. In dieser Zugangsweise wird Kommunikation als Prozess gegenseitigen Aufeinandereinwirkens angesehen. Von handlungstheoretischen Grundannahmen, denen zufolge Lebewesen planen, Vorstellungen entwickeln, Ziele bilden und Probleme stellen, wird dabei abgesehen. Der Fokus liegt auf der Beobachtung von Lebewesen als Körpern, die äußerlichen Einwirkungen unterliegen und auf diese reagieren.
Die Wirkungen können auf einzelne Lebewesen bezogen werden (indem sie ‚innerhalb‘ des Lebewesens angenommen werden), auf Prozesse zwischen Lebewesen und ihrer materiellen Umgebung sowie auf Prozesse zwischen mehreren Lebewesen. Die Einwirkungen können bei den einfachsten Lebewesen auf der Basis sehr einfacher Reiz-Reaktionsmuster beschrieben werden. Die Beobachtung und Beschreibung von Menschen als sich verhaltenden Körpern wird durch außergewöhnlich vielfältige Einflüsse und Interventionsmöglichkeiten sehr komplex.
Der verhaltenstheoretische Ansatz war Ende des 19. Jahrhunderts bis zur Mitte des 20. Jahrhunderts verbreitet. Heute spielt er in der Kommunikations- und Medienwissenschaft keine Rolle mehr, weil sich daraus keine Antworten auf aktuelle Fragen im Kommunikations- und Medienbereich ableiten lassen (siehe den Abschnitt über Stimulus-Response-Modelle im Artikel Kommunikationsmodelle).

### Zugang über systemtheoretische Grundannahmen
In den 1970er und 1980er Jahren entstand die soziologische Systemtheorie von Niklas Luhmann. Dieser Zugang zeichnet sich vor allem durch ein hohes Abstraktionsniveau und den Anspruch auf Universalität aus. Kommunikation ist in dieser Sichtweise kein menschliches Handeln, sondern Produkt sozialer Systeme, das heißt eine autopoietische Operation, die zur Ausdifferenzierung und Erhaltung derselben führt.
Auch in diesem systemtheoretischen Zugang wird von handlungstheoretischen Grundannahmen abgesehen. Handelnde Menschen kommen darin nicht vor, weil sie durch Bewusstsein gesteuert sind und ihre Individualität als psychische Systeme zur Geltung bringen, wohingegen soziale Systeme mittels Kommunikation operieren. Der Mensch ist für die Kommunikation Umwelt, da nicht alle Absichten und alles Wissen des menschlichen Bewusstseinssystems in das System Kommunikation zu jedem Zeitpunkt einfließt. Darin, eine Gesellschaftstheorie nicht ausschließlich handlungstheoretisch zu begründen, liegt das Besondere dieses Ansatzes. In Bezug auf Kommunikation zeigt sich dies im Diktum Luhmanns „Der Mensch kann nicht kommunizieren; nur die Kommunikation kann kommunizieren.“ Das heißt, dass an Kommunikation nur weitere Kommunikation anschließen kann, so dass sich soziale Systeme autopoietisch über Kommunikation in ihrem Bestand erhalten. In Kontexten von Strukturen und Funktionen sozialer Systeme können sich psychische Systeme entweder funktional zur Geltung bringen, indem sie an prozessierende Kommunikation durch themenbezogene Beiträge anschließen oder dysfunktional, indem sie auf die selektiven kommunikativen Komponenten Information und Form der Mitteilung dieser Information nicht mit Verstehen, sondern mit Missverstehen reagieren und die laufende Kommunikation stören. Kommunikationsstörungen können durch Verfahren der Meta-Kommunikation bearbeitet werden. Hintergrund ist die zur Geltung gebrachte Unterscheidung der „Autopoiesis sozialer Systeme und die Autopoiesis psychischer Systeme“ (N. Luhmann 1987, S. 355). Diese Unterscheidung ist dann Gegenstand von Meta-Kommunikation, wo die Selbstreferenz individueller Bewusstseine (psychischer Systeme) mit der Selbstreferenz von Kommunikation (soziale Systeme) konfrontiert wird und durch Mediation, instruierende Information, Weiterbildung o. Ä. bearbeitet werden kann.

### Zugang über soziologische Grundannahmen
Aus soziologischer Sicht finden drei Arten von Selektionen bei der Kommunikation in der Gesellschaft statt. Durch die Informationsselektion wird klar, dass jede übermittelte Information gleichzeitig andere Informationen bewusst oder unbewusst ausschließt. Zudem ist der mitgelieferte Kontext ein Teil der Informationsselektion. Die Mitteilungsselektion bestimmt das Kommunikationsmedium und damit ebenso einen bestimmten Kontext (z. B. Brief im Gegensatz zu E-Mail). Die Verstehensselektion berücksichtigt die Möglichkeit der Informationsverarbeitung beim Kommunikationsempfänger.

### Zugang über die interdisziplinäre Perspektive
Die interdisziplinäre Sichtweise berücksichtigt u. a. Erkenntnisse aus Disziplinen wie Biologie, Neurobiologie, Kybernetik, Systemtheorie, Semiotik u. Kinesik. Die Grundlagen wurden insbesondere von Humberto Maturana und Ernst von Glasersfeld gelegt. Bei Maturana ergibt sich das Verständnis von Sprache als koordinierte Verhaltenskoordination fast zwangsläufig aus seinem Autopoiese-Konzept. Neben der natürlichen Sprache werden sämtliche Zeichenprozesse (also auch nicht sprachlicher Art), wie sie in ihrer Gesamtheit insbesondere durch die Semiotik beschrieben werden, betrachtet. Von Glasersfelds Perspektive ist mit Maturanas Sichtweise kompatibel, er stellt bei seinen Ausführungen jedoch die natürliche Sprache in den Vordergrund.
Das Besondere der interdisziplinären Perspektive ist, dass sie konsequent die Funktionsweise sprachlichen Interaktionsverhaltens beleuchtet und nicht auf der Ebene der Generierung von Theorien zur Erklärung des Erscheinungsbildes verharrt. Diese Herangehensweise ist auch deutlich von Luhmanns Ansatz zu unterscheiden, der den ursprünglich von Maturana geprägten Begriff der Autopoiese stark abgewandelt und in den Dienst seiner Systemtheorie gestellt hat.

### Folgen der Zugangsweisen für die Beschreibung
Die Verständigung über Kommunikation wird erschwert, wenn die Grundannahmen der jeweiligen Zugangsweise nicht verdeutlicht und die Zugangsweisen begrifflich nicht ausreichend voneinander getrennt werden. Dann ist nicht genau klar, wovon gerade gesprochen wird, wenn über Kommunikation gesprochen wird. Dies wäre der Fall, wenn kommunizierende Lebewesen zunächst als aufeinander einwirkende Körper beschrieben werden, im Anschluss dagegen gesagt wird, dass Kommunikation zu Verständigung führe. Darin liegt ein Wechsel von der Grundannahme ‚Lebewesen als sich verhaltende Körper ansehen‘ zur Grundannahme ‚Lebewesen als Handelnde ansehen‘. Eine Unklarheit in den Grundannahmen wäre ebenfalls der Fall, wenn Kommunizierende als „Sender und Empfänger“ bezeichnet werden. „Senden“ und „Empfangen“ kann in der ursprünglichen Grundannahme auf Briefe als Kommunikationsmedium bezogen sein, oder aber in der technologischen Grundannahme auf Geräte und Prozesse der Signalübertragung. In alltäglichen Beschreibungen ist aber generell keine Signalübertragung zwischen technischen Geräten gemeint.

## Verschiedene Kommunikationsmodelle
Die oben beschriebenen, unterschiedlichen Zugangsweisen führen dazu, dass Kommunikation auch unterschiedlich modelliert wird. Das heißt, dass Kommunikation unterschiedlich dargestellt wird, und dass dabei unterschiedliche Abläufe und Prozesse beschrieben und in den Vordergrund gestellt werden. Auch im Alltag werden solche Modelle verwendet, um das eigene Kommunizieren zu erklären und Strategien ableiten zu können. Eine hauptsächliche, oft nicht bewusst gemachte Unterscheidung bei der alltäglichen Modellbildung besteht darin, ob eher die Seite der Produktion (Sprechen, Schreiben, allgemein: „Ausdrucksseite“) oder die Seite der Rezeption (Hören, Lesen, allgemein: „Eindrucksseite“) hervorgehoben wird (siehe den Abschnitt Alltagstheoretische Kommunikationsmodelle im Artikel über Kommunikationsmodelle).
Weite Verbreitung gefunden hat auch das Sender-Empfänger-Modell, in dem auch die zwischenmenschliche Kommunikation mit den Begriffen aus der Signalübertragung beschrieben wird. Aus diesem Modell lassen sich deshalb keine Handlungen und Strategien für Kommunikation im Alltag und im Berufsleben ableiten (siehe den Abschnitt Nachrichtenübertragungsmodelle im Artikel über Kommunikationsmodelle).

## Kommunikationsprobleme
Kommunikationsprobleme zerfallen in zwei Bereiche von Problemstellungen und Problemlösungen. Der erste Bereich betrifft das kommunikative Handeln, der zweite Bereich die Folgen des kommunikativen Handelns. In der alltäglichen Wirklichkeit sind beide Bereiche miteinander verbunden. Eine Unterscheidung der kommunikativen Wirklichkeit in Problem-Ebenen geschieht zu analytischen Zwecken. Damit lässt sich zeigen, dass Kommunikation primär als problematisch angesehen werden muss und nicht, wie oft angenommen wird, selbstverständlich funktioniert.

### Gründe und Auswirkungen
Probleme der Kommunikation entstehen unter anderem durch kulturelle Differenzen. Diese Differenzen bestehen als Unterschiede in der Art und Weise, die Wirklichkeit zu deuten und andere Menschen zu beurteilen. Ein oft angeführtes Beispiel ist die Wahrnehmung von Kopfbewegungen als Zustimmung oder Ablehnung, die in verschiedenen Kulturen unterschiedlich ausgeprägt ist (Kopfschütteln kann Zustimmung bedeuten). Ein Beispiel für kulturelle Differenzen im wirtschaftlichen Bereich ist die unterschiedliche Beurteilung dessen, was z. B. bei einem Geschäftsessen als höflich oder unhöflich, angemessen oder unangemessen gilt. Im Speziellen lassen sich interkulturelle Kommunikationsprobleme auf Unterschiede in der Sozialisierung, im Bildungsstand oder in der individuellen Welttheorie zurückführen. Interkulturelle Differenzen bestehen auch innerhalb von Mitgliedern einer Sprachgemeinschaft.
Probleme der Kommunikation können im alltäglichen Leben, insbesondere aber in der Arbeitswelt schwerwiegende wirtschaftliche Auswirkungen haben. Dies wird auch bei Verständigungsschwierigkeiten im Zusammenhang mit der Globalisierung deutlich. Genauere Angaben über den wirtschaftlichen Schaden, der durch Probleme in der Kommunikation mitverursacht wird, lassen sich schwer machen. Die Berufsfelder, die sich mit Problemen der Kommunikation aus unterschiedlichen Themenzugängen auseinandersetzen, wie Coaching, Kommunikationstraining, Organisationsplanung, Qualitätsmanagement, Beratung (Consulting), Mediation, Psychologie u. a. m. und deren inhaltliche Zuständigkeit zu konkreten Problemstellungen zu erkennen, ist für „Hilfesuchende“ häufig eine Herausforderung.

### Kommunikationsprobleme auf der Ebene der Verständigung und der Ebene übergeordneter Probleme
In Bezug auf menschliche Kommunikation lassen sich zwei Ebenen (Perspektiven) der Problemstellung und Problemlösung unterscheiden, die als Kommunikationsziel und Kommunikationszweck beschrieben werden. Dabei wird davon ausgegangen, dass Problemstellung und Problemlösung an sich nichts Negatives sind, sondern essentieller Bestandteil der Lebensführung. In dieser Betrachtung findet auch auf einer Party kommunikative Problemlösung statt, und zwar: nicht allein zu sein, Partner zu finden, Freude zu haben. Diese Sichtweise bedeutet allerdings auch, dass es bei dem Thema Kommunikationsprobleme um eine weitere Perspektive und um eine mehrfache Verwendung des Problembegriffs geht: Es geht um die Perspektive auf Probleme, die ihrerseits die Prozesse der Problemlösung durch Kommunikation behindern.
Das Kommunikationsziel ist Verständigung. Es muss zunächst einmal verstanden werden, worum es in einem Kommunikationsprozess geht. Sich zu verständigen bedeutet, eine in der Situation ausreichende Kompatibilität von Erfahrungen bezüglich eines Themas herzustellen. Dieser Vorgang wird seinerseits als Problemlösung angesehen. Erst auf der Basis von Verständigung können Kommunikationszwecke erreicht werden, das heißt, es können übergeordnete Probleme gelöst werden. Beispiele für übergeordnete Kommunikationszwecke sind: gemeinsames Verrichten von Arbeit, die Organisation einer Veranstaltung, aber auch komplexe soziale Probleme wie das Verändern von Überzeugungen, Stabilisieren der eigenen Persönlichkeit, Lügen, Handlungsbeeinflussung, Machtausübung.
Die Beurteilung eines Kommunikationsprozesses als erfolgreich oder nicht (Die Zuschreibung von Kommunikationserfolg) betrifft beide Ebenen.

#### Ebene der Verständigung (Kommunikationsziel)
Probleme der Kommunikation auf der Ebene der Verständigung sind Hindernisse, die die Verwendung und Deutung von Zeichen und damit das Herstellen von Kompatibilität (Verträglichkeit, zueinander Passen) von Erfahrungen behindern. Dazu gehören neben allgemeinen Sprachbarrieren auch leibliche Bedingungen wie Intentionalität, Wahrnehmung, Aufmerksamkeit, Konzentrationsfähigkeit, die Ausrichtung auf den Anderen, die Bereitschaft, seine Gedanken dem Anderen zu unterwerfen (zuhören können), die Einordnung des Verstandenen in das eigene Verständnis von der Welt (die individuelle Welttheorie). Diese Probleme sind Gegenstand interdisziplinärer kommunikationswissenschaftlicher Forschung. Es wird davon ausgegangen, dass jeder Kommunizierende über ein Wissen von diesen Hindernissen verfügt, das er situationsbezogen, flexibel und zu einem hohen Grad unbewusst anwendet.
Bei näherer Überlegung kann davon ausgegangen werden, dass Verständigung in vielen Kommunikationssituationen problematisch wird. Viele Kommunikationsprozesse sind Kontrolldialoge, das heißt, sie dienen dazu, Verständnis zu überprüfen und Missverständnisse zu beheben, sofern sie festgestellt wurden. Militärische Kommunikation ist ein Extrembeispiel dafür, wie Kommunikation eingeschränkt wird, um folgenschwere Missverständnisse zu vermeiden. Schulen, Universitäten, Seminare und Fortbildungen sind ein weiteres Beispiel dafür, dass Verständigung über ein komplexes Thema zu Beginn nicht funktioniert, weil beispielsweise die gemeinsame Begriffsklärung fehlt.
Eine Möglichkeit zur Vorbeugung gegen Missverständnisse wird als Paraphrasierung bezeichnet. Etwas zu paraphrasieren bedeutet, das Gemeinte in verschiedenen Formulierungen zu sagen und auf diese Weise genauer einzugrenzen.

#### Ebene der übergeordneten Problemstellungen (Kommunikationszweck)
Wenn übergeordnete Kommunikationszwecke (z. B. Überreden und Überzeugen, das Ändern von Überzeugungen, Arbeiten im Team) nicht erreicht werden, wird dies häufig auch auf Kommunikation zurückgeführt. Hier muss unterschieden werden, inwiefern die übergeordneten Probleme durch Missverständigung oder durch andere übergeordnete Faktoren zustande gekommen sind. Bei Misserfolgen auf diesen übergeordneten Ebenen spielen Faktoren eine Rolle, die nicht alle auf Kommunikationsprozesse zurückgeführt werden können. In diesem Zusammenhang geht es häufig auch darum, ob Kommunikation überhaupt zustande kommt oder nicht; das heißt, ein Kommunikationsproblem kann darin bestehen, dass in Bezug auf ein bestimmtes Thema oder eine bestimmte Situation überhaupt nicht kommuniziert wird.

### Lügen und Probleme der Kommunikation
Eine Lüge kann als absichtliche Täuschung angesehen werden. Mit einer Lüge wird der Kommunikationszweck verfolgt, dass der andere etwas glaubt, von dem der Lügende weiß, dass es so nicht stimmt. Dazu muss der Kommunikationspartner die Formulierungen des Lügenden verstehen. Er muss zuerst im Sinne der Bedeutungskonstruktion dasjenige verstehen, was er glauben soll. Voraussetzung für das Erreichen des Kommunikationszwecks der Lüge (die absichtliche Täuschung des anderen) bedeutet in dieser Sichtweise, auf der Ebene der Verständigung (des Kommunikationsziels) erfolgreich kommunikativ zu handeln. Verständigung wird in diesen Erläuterungen unabhängig von einer Wahrheitsproblematik gesehen.
Mit Lügen können übergeordnete Probleme geschaffen und verstärkt, aber auch vermieden oder gelöst werden. Dies kann auch für denjenigen gelten, der angelogen wird oder angelogen werden möchte. Das Thema wird auch in der Literatur behandelt.

### Wissenschaftliche Disziplinen und Theorien
- Informationswissenschaft
- Linguistik
- Literaturwissenschaft
- Medienwissenschaft
- Rhetorik
- Sprechakttheorie
- Sprachphilosophie
- Sprachsoziologie
- Theaterwissenschaft

### Verschiedene Perspektiven auf Kommunikation
- Computervermittelte Kommunikation
- Mensch-Maschine-Kommunikation
- Digitale Kommunikation
- Gewaltfreie Kommunikation
- Gruppenkommunikation
- Individualkommunikation
- Integrale Kommunikation
- Interkulturelle Kommunikation
- Massenkommunikation
- Neurokommunikation
- Politische Kommunikation
- Telekommunikation
- Unternehmenskommunikation
- Projektkommunikation
- Tauchzeichen (Unterwasserkommunikation)
- Gebärden-unterstützte Kommunikation
- Gesprochene Sprache
- Gestützte Kommunikation
- Parasprache
- Persuasive Kommunikation
- Unterstützte Kommunikation
- Verständigung
- Visuelle Kommunikation
- Vokale Kommunikation

### Weitere Themen
- Diskussion
- Erziehung
- Historische Kommunikation
- Interaktion
- Kommunikative Wende (Kommunikation im Unterricht)
- Mediation
- Massenmedien
- Museum für Kommunikation
- Alltagsgespräch (Smalltalk)
- Sprecherziehung
- Verkaufspsychologie
- Verkaufsgespräch

### Ratgeber
- Dale Carnegie: Besser miteinander reden, das richtige Wort zur richtigen Zeit - die Kunst, sich überzeugend mitzuteilen; ein Leitfaden der Kommunikation in Alltag und Beruf (Originaltitel: The quick and easy way to effective speaking. Einzig berechtigte Übersetzung von Evamarie Hild und Ruth Müller), Fischer Taschenbuch, Frankfurt am Main 2011, ISBN 978-3-596-19055-3.
- Reneé Hansen, Stephanie Schmidt: Konzeptionspraxis - Eine Einführung für angehende PR- und Kommunikationsfachleute mit einleuchtenden Betrachtungen über den Gartenzwerg. 3. Auflage. FAZ-Institut für Management-, Markt- und Medieninformationen, Frankfurt am Main 2006, ISBN 3-89981-125-9.
- Max Lüscher: Die Harmonie im Team. Kommunikation durch Umkehr-Denken. Econ, Düsseldorf 1988.
- Doris Märtin: Smart Talk. Sag es richtig! Campus, Frankfurt am Main 2006, ISBN 3-593-37919-8.
- Miriam Meckel: Das Glück der Unerreichbarkeit. Wege aus der Kommunikationsfalle. Murmann, Hamburg 2007, ISBN 978-3-86774-002-9.

### Technische Kommunikation
- W. Sturz, C. Walling-Felkner: Praxishandbuch Technische Dokumentation. 1995, ISBN 3-8111-7088-0.
- H. P. Krings: Wissenschaftliche Grundlagen der technischen Kommunikation. ISBN 3-8233-4543-5.
- Joachim Speidel: Introduction to Digital Communications. Signals and Communication Technology. Springer 2018, ISBN 978-3-030-00547-4, ISBN 978-3-030-00548-1 (E-Book).

### Maschinenkommunikation
- Albrecht Beutelspacher: Kryptologie - Eine Einführung in die Wissenschaft vom Verschlüsseln, Verbergen und Verheimlichen. ISBN 3-528-58990-6.
- Arno Bammé, Günther Feuerstein, Renate Genth: Maschinen-Menschen, Mensch-Maschinen. Grundrisse einer sozialen Beziehung. ISBN 3-499-17698-X.
- Hubert L. Dreyfus: Die Grenzen der künstlichen Intelligenz. Was Computer nicht können. ISBN 3-7610-8369-6.